# República Dominicana nos Jogos Pan-Americanos de 2015
A República Dominicana competiu nos Jogos Pan-Americanos de 2015 em Toronto de 10 a 26 de julho de 2015. O país competiu em 26 esportes com 222 atletas e conquistou 3 medalhas de ouro.